# Franz Hieronymus Riedl
Franz Hieronymus Riedl (* 2. April 1906 in Wien, Österreich-Ungarn; † 2. April 1994 in Lana, Italien) war ein österreichischer Journalist und Volkstumsforscher.

## Herkunft
Franz Xaver Hieronymus Riedl wurde am 2. April 1906 in Wien-Josefstadt geboren. Sein Vater war der Schneidermeister Franz Riedl, welcher 1879 ebendort geboren wurde und im Jahre 1956 gestorben ist. Seine Mutter Helene, geborene Gutruf, kam 1884 in Atzgersdorf bei Wien zur Welt. Die Eltern heirateten 1904, nachdem sie sich zuvor in der Heimat ihrer Vorfahren in Südmähren kennengelernt hatten; der väterliche Zweig stammte aus Mödlau, einer deutschen Gemeinde mit rund 700 Einwohnern an der Sprachgrenze vor Brünn, der mütterliche Zweig aus dem benachbarten, gemischtsprachigen Mohleis. Der Großvater Peter Riedl, geboren 1858 in Mödlau, gestorben 1934 in Wien, gründete 1869 sein Schneidergeschäft in der Ledergasse 37. Dessen Frau Theresia, geborene Junger, 1854 in Heinzendorf in Österreichisch-Schlesien geboren, 1919 in Wien gestorben, war Näherin. Die 1851 in der Apollogasse in Wien-Neubau geborene Großmutter mütterlicherseits, Barbara Gutruf, war die Tochter des aus Moleis eingewanderten Andreas Prohaska, geboren 1820, der Wagner- und Lackierermeister war. Prohaska hatte als Geselle angefangen und sich darauf am Brillantengrund ein florierendes Geschäft aufgebaut und konnte mit Unterstützung des Bierbrauers Dreher ein großes Zinshaus in der Apollogasse bauen, welches allerdings während der Inflationszeit nach 1918 verloren ging.

## Leben und Wirken
Nach Erlangung der Matura im Jahre 1925 studierte Riedl an der Universität Wien Geschichte, Geographie, Kunstgeschichte, Philosophie und Germanistik. Daneben studierte er drei Semester an der Universität zu Marburg. Mit einer Dissertationsschrift zum Thema Die Entwicklung der Grenze zwischen Niederösterreich und Mähren und die deutsche Besiedlung von Südmähren wurde er promoviert.
Riedl, ein Kenner der Minoritätenprobleme des Alpen- und Donauraums, entstammte der Jugendbewegung Bund Neuland. Schon in den 1930er Jahren befasste er sich intensiv mit Volkstumsfragen Südosteuropas. In den Jahren von 1933 bis 1944 wirkte er als Korrespondent in Budapest.
Riedl näherte sich früh dem Nationalsozialismus an, war Mitglied des NS-affinen Deutschen Klubs und beantragte am 19. Juni 1933 in Berlin die Aufnahme in die NSDAP. Er arbeitete als Korrespondent reichsdeutscher Blätter in Wien, und nach einer kurzen Haft in Folge des Juliputsches in Budapest. Riedl war auch an der Deutschen Botschaft Budapest und als Kriegsberichterstatter tätig, und als sich die Rote Armee Budapest näherte, floh er zunächst ins Ötztal und dann über die Grenze nach Südtirol. Er nahm Kontakt zu Bischof Alois Hudal in Rom auf, der ebenfalls an eine mögliche Vereinbarkeit von Katholizismus und Nationalsozialismus geglaubt hatte. In Zusammenarbeit mit Alois Hudal verhalf Riedl zahlreichen Nationalsozialisten zur Flucht, darunter auch als Kriegsverbrecher gesuchten SS-Funktionären wie etwa Otto Wächter.
Nach dem Zweiten Weltkrieg wurde ihm Südtirol zur zweiten Heimat; von 1946 bis 1971 wirkte er in Bozen als Kulturredakteur der deutschsprachigen Tageszeitung Dolomiten. Riedl war auch Mitbegründer des Südtiroler Kulturinstituts in Bozen und Mitherausgeber der Zeitschrift Europa Ethnica, die sich auf Minderheitenfragen spezialisierte. Er verfasste eine große Anzahl wissenschaftlicher Aufsätze zur Südtirolfrage und zu anderen Minoritätenproblemen. Seiner Südtiroler Wahlheimat widmete Riedl zahlreiche Publikationen. 1961 wurde er kurzzeitig von den italienischen Behörden ausgewiesen, da ihm Verbindungen zum Südtirol-Terrorismus vorgeworfen wurden.
Des Weiteren wirkte er als Kurator bei der Messerschmitt Stiftung, welche sich die Erhaltung von historischen Gebäuden zur Aufgabe gesetzt hat.
1981 gehörte er zu den Unterzeichnern des reaktionären Heidelberger Manifestes.

## Ehrungen und Auszeichnungen
1962 erhielt Riedl die Konstantin-Jireček-Medaille für seine Verdienste bei der Gründung der Südosteuropagesellschaft. Im Jahre 1966 wurde ihm vom österreichischen Bundeskanzler der Titel "Professor" verliehen. In Anerkennung seiner besonderen Verdienste um die kulturelle Förderung Südtirols im Rahmen der Publizistik und des ausgezeichneten Charakters seiner Arbeit sowie seiner kulturellen Betreuung der deutschen Flüchtlinge aus dem Südostraum erfolgte 1968 seine Eintragung in das Ehrenbuch der Universität Innsbruck und die Verleihung des Ehrenzeichens Excellenti in Litteris.

## Nachlass
Riedls Nachlass wird vom Südtiroler Landesarchiv verwahrt.

## Werke und Veröffentlichungen
- Ein Vorkämpfer volksdeutschen Denkens, von Bundeskanzler Ignaz Seipel, Saarbrücken 1935
- Ungarn, Land der Stephanskrone, Reichenau in Sachsen 1936
- Nachbarland Ungarn, Neusatz / Novisad 1944
- Südtirol, Buchenhain bei München 1956
- Wie beherberge und bewirte ich Gäste?, Trient 1959
- Bozner Stadtführer, Bozen 1961/1967
- Südostdeutschtum 1918–1945, München 1962
- Südostdeutschtum, 1900–1918, München 1970
- Das Buch vom Gardasee, Wien 1955

Texte zu Bildbänden
- Das Buch vom Gardasee, Wien 1955
- Dolomiten, München 1955/1964
- Südtirol, München 1565
- Rund um den Gardasee, München 1958
- Die Burgen Südtirols, Novara 1959
- Die Burgen Südtirols, Rovereto 1960
- Kärnten, München 1960
- Südtirol Reiseführer, (italienische Ausgabe) 1962
- Burgenland, München 1962
- Niederösterreich, München 1963
- Tirol, München 1963
- Salzburg und das Salzkammergut, München 1964/1966
- Südtirol, (auch in englischer und französischer Ausgabe) München 1965
- Österreich in 1000, Bildern München 1966
- Gardasee, Rovereto 1968
- Herbst in Südtirol, Bozen 1969
- Die Südtiroler Weinstraße, Bozen 1970
- Erlebnis Südtirol, Bozen 1970